# 三宝颜半岛
三宝颜半岛（英語：Zamboanga Peninsula）是菲律宾棉兰老岛西部延伸出的一个半岛；同时也是菲律宾的一个大区，下辖有北三宝颜省、南三宝颜省、三宝颜锡布格省和半岛顶端的三宝颜市。
三宝颜半岛北临苏禄海，南临西里伯斯海的摩洛湾，西为苏禄群岛。面积14,810.7平方公里，人口2,831,412人。
1. ↑  
Census of Population (2015). . PSA. |chapter=被忽略 (帮助);